# 로터스 엑시지
로터스 엑시지(영어: Lotus Exige, /ɛɡˈziːʒ/)는  영국 회사 로터스 자동차에서 2000년부터 2021년까지 생산한 스포츠카이다. 원래 로터스 엘리스 로드스터의 쿠페 버전이었지만, 3세대부터 엑시지는 엘리스의 직렬 4기통 대신 V6 엔진을 장착한 더 큰 엔진의 모델이 되었다. 두 모델 모두 컨버터블 버전이 제공된다.

## 1세대
원래 엑시지는 2000년에 자연 흡기 방식의 1.8 L 로버 K 시리즈 직렬 4기통 엔진을 VHPD(Very High Performance Derivative) 튜닝으로 출시되었다. 스탠다드 버전에서는 7,800 rpm에서 177 hp (132 kW; 179 PS)의 출력을 낸다. 또한 190 hp (142 kW; 193 PS) 출력을 내는 "트랙 스펙" 버전도 있었다. 이 차량은 5단 수동 변속기를 장착했으며, 최고 속도는 219 km/h (136 mph)이다. 0–97 km/h(60 mph)는 4.7초, 0–100 km/h(62 mph)는 4.9초 만에 도달했다.
1세대 엑시지 차체는 1996년부터 2000년까지 생산된 1세대 엘리스를 기반으로 했지만, 엑시지 출시 직후 엘리스는 업데이트되었다. 엑시지는 탈착 불가능한 하드탑, "패스트백", 캠-테일 스타일의 후방 차체에 착색된 투명 엔진 커버와 파일런 장착형 리어 윙이 추가되었다. 전면 공기 흡입구(로드 카에서는 막혀 있음)와 프론트 스플리터가 추가되었다. 전면 및 후면 차체 클램셸은 더 넓은 휠 트랙을 수용하기 위해 넓어졌다. 1세대는 2001년까지 제작되었다. 총 604대가 생산되었으며, 2004년에 2세대가 출시될 때까지 후속 모델은 없었다.

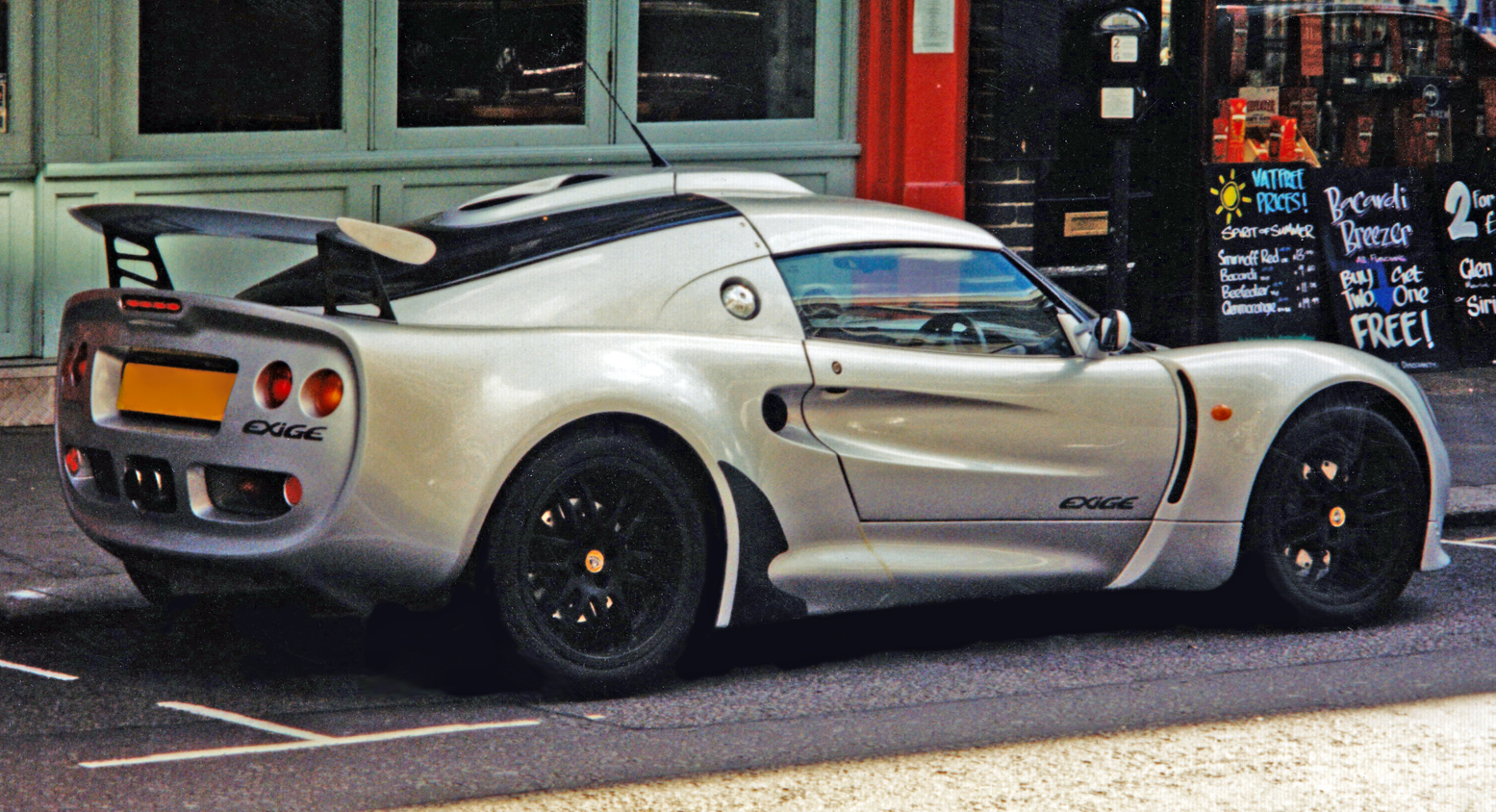
엑시지 S1 후면부

## 2세대

### 엑시지 (2004년~2006년)
2004년, 2세대 엑시지가 출시되었다. 이 모델은 자연 흡기 방식의 1.8L 16밸브 DOHC 토요타/야마하 엔진을 특징으로 하며, 2ZZ-GE 엔진 코드를 가지며 190 hp (142 kW; 193 PS)의 출력을 낸다. 2세대 엘리스와 비교하여, 프론트 스플리터, 루프 스쿱이 있는 파이버글라스 하드탑 지붕, 리어 엔진 커버, 리어 스포일러를 갖추고 있다. 베이스 엘리스에 이러한 공기역학적 추가물의 유일한 목적은 더 많은 다운포스를 생성하는 것이다(엑시지는 161 km/h (100 mph)에서 거의 45 kg (100 lb)의 다운포스를 생성하는 반면, 엘리스는 161 km/h (100 mph)에서 5.9 kg (13 lb)이다).
2005년 2월, 로터스는 슈퍼차저가 장착된 토요타 엔진을 사용하는 엑시지 50대 한정 생산을 발표했다. 이로 인해 출력은 243 hp (181 kW; 246 PS)으로 증가했다. 이 모델들은 로터스 스포츠의 색상을 나타내는 노란색 또는 검은색으로만 제공되었으며, 240R 배지를 달고 있었다. 예상되는 0-97 km/h(60 mph) 가속 시간은 3.9초, 0-161 km/h(100 mph) 가속 시간은 9.9초이며, 최고 속도는 249 km/h (155 mph)이다.
북미 엑시지는 2006년 1월 LA 오토쇼에서 공개되었다.
로터스에 따르면, 표준 엑시지 2세대 모델은 2,016 lb (914 kg)이며 다음 사양을 갖추고 있다.
엔진
토요타 공급, 1,796 cc (1.8 L; 109.6 cu in) I4, DOHC (가변 밸브 타이밍 및 리프트 지능) - 야마하 설계 - 엔진 코드: 2ZZ-GE
보어/스트로크 82 mm × 85 mm (3.23 in × 3.35 in)
190 hp (142 kW; 193 PS) (7,800 rpm)
138 lb·ft (187 N·m) (6,800 rpm)
압축비: 11.5:1
변속기
아이신 AI 제작 6단 수동, 싱글 플레이트 건식 클러치 장착 클로즈 레이시오
성능
0-97 km/h (60 mph): 4.7초
0-161 km/h (100 mph): 12.9초
최고 속도: 237 km/h (147 mph)
연비: 시내 24 mpg-imp (12 L/100 km; 20 mpg-US) / 고속도로 29 mpg-imp (9.7 L/100 km; 24 mpg-US)

### 엑시지 S

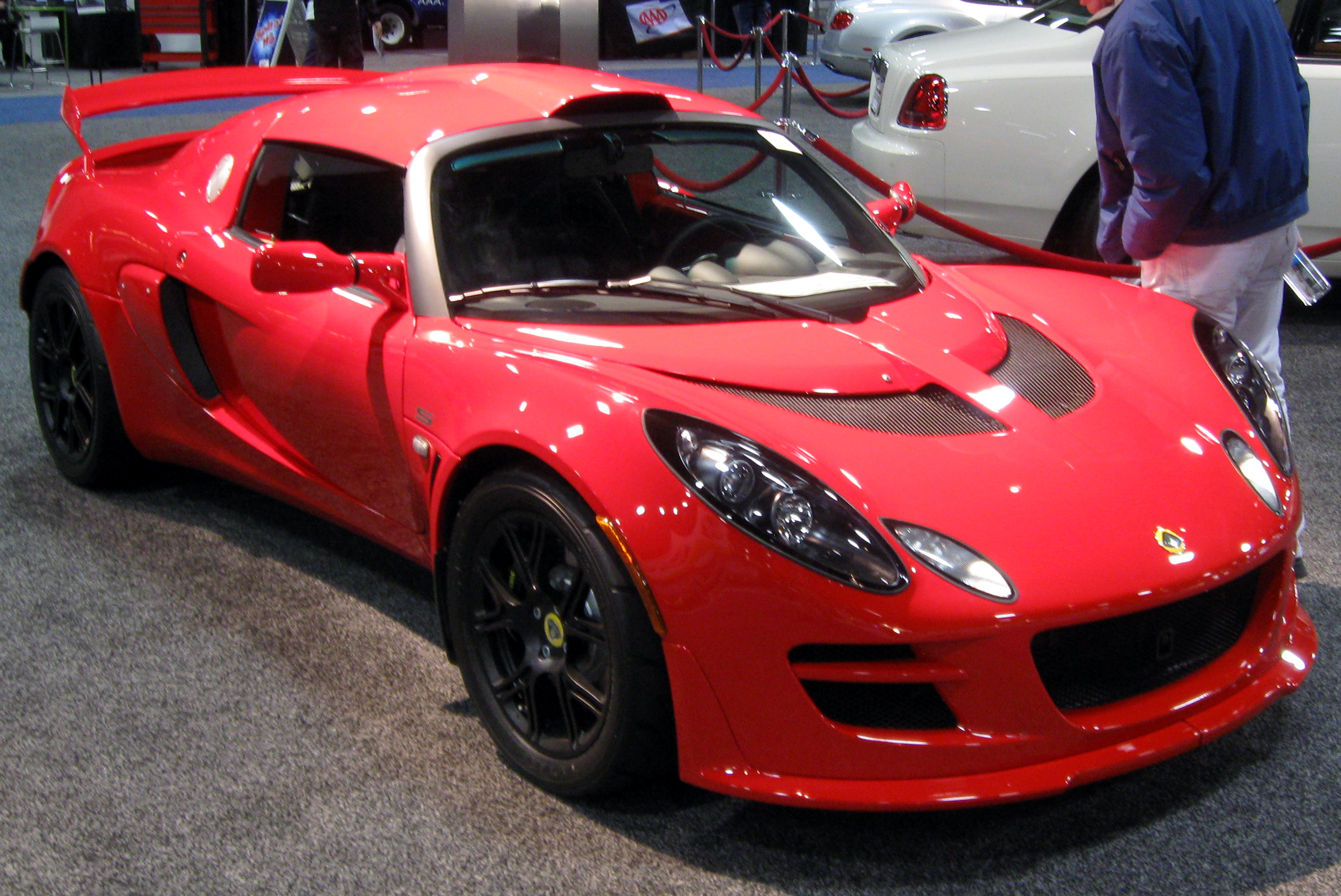
로터스 엑시지 S

2006년 2월, 로터스는 220 hp (164 kW; 223 PS)으로 평가되는 슈퍼차저 토요타 2ZZ-GE 엔진을 사용하는 엑시지 S 모델을 발표했다. S 모델은 2007년형으로 북미 시장에서도 판매되었다.
로터스에 따르면, 2,057 lb (933 kg)의 무게를 가진 엑시지 S 모델은 다음 사양을 갖추고 있다:
엔진
토요타 공급, 1,796 cc (1.8 L) I4, DOHC (가변 밸브 타이밍 및 리프트 - 지능), 슈퍼차저 및 인터쿨러
보어/스트로크 82 mm × 85 mm (3.23 in × 3.35 in)
218 hp (163 kW; 221 PS) (7,800 rpm)
159 lbf·ft (215 N·m) (5,500 rpm)
압축비: 11.5:1
변속기
6단, 클로즈 레이시오, 싱글 플레이트 건식 클러치
성능
0-97 km/h (60 mph): 4.1초
0-161 km/h (100 mph): 11.1초
최고 속도: 238 km/h (148 mph)
연비: 시내 24 mpg-imp (12 L/100 km; 20 mpg-US) / 고속도로 29 mpg-imp (9.7 L/100 km; 24 mpg-US)

### 엑시지 스포츠 240 (2008년)
2007년, 로터스는 엑시지 스포츠 240을 출시했으며, 호주 시장 전용으로 6대만 한정 생산되었다. 1.8L 슈퍼차저 직렬 4기통 엔진의 출력은 업그레이드된 연료 인젝터와 새로운 엔진 제어 장치 덕분에 엑시지 S보다 10% 증가한 179 kW (240 hp; 243 PS)와 230 N·m (170 lb·ft)로 증가했다. 0-100 km/h(0-62 mph) 가속 시간은 4.2초로 단축되었고, 최고 속도는 249 km/h (155 mph)로 증가했다. 당시 스포츠 240은 오스트레일리아에서 판매된 로터스 중 가장 빠른 모델이었다. 스포츠 240에는 로터스 스포츠 UK GT3 모터스포츠 프로그램에서 개발된 로터스 스포츠 조절식 트랙션 컨트롤이 장착되었다. 이 시스템은 18가지 다른 트랙션 컨트롤 사전 설정과 전자식 런치 컨트롤을 갖춘 운전자 조절식 제어 노브를 특징으로 한다. 스포츠 240의 브레이크도 업그레이드되었는데, 전면에는 AP 레이싱 4피스톤 캘리퍼와 308 mm (12.1 in) 2피스 통풍 디스크, 브레이드 호스가 장착되었고, 후면에는 브렘보 싱글 피스톤 캘리퍼와 288 mm (11.3 in) 로터가 장착되었다. 파지드 레이싱 브레이크 패드가 전체적으로 장착되었다. 서스펜션은 조절식 차고 및 조절식 프론트 스웨이 바를 갖춘 일방향 조절식 댐퍼를 사용한다. 스포츠 240은 R 컴파운드 요코하마 A048 LTS 타이어를 장착했으며, 전면 195/50x16, 후면 225/45x17이다. 또한 BS4 T45 스틸 롤오버 후프와 스트럿도 포함된다. 실내도 투어링 플러스 패키지의 요소를 포함하여 많은 업그레이드를 받았다. 경량화된 15 kg (33.1 lb) 공기조화 시스템, 하네스 바가 있는 검은색 피혁 마감 스포츠 시트가 장착되었다. 시트와 바닥 매트, 도어 트림, 센터 콘솔 및 스티칭에는 주황색 엑시지 로고가 특징이다. 이 차량은 또한 로터스 스포츠 단조 5스포크 OZ 레이싱 알로이 휠, 인터쿨러에 더 많은 공기를 공급하기 위한 루프 스쿱을 포함한 바디 개조, 두 가지 맞춤형 색상 선택(블레이즈 오렌지 및 사파이어 블랙), 한정판 배지를 받았다. 블레이즈 오렌지 모델은 프론트 스플리터, 리어 윙 엔드플레이트, 휠 및 테일라이트 주변의 리어 비버 패널 인필을 포함한 검은색 하이라이트를 받았다. 사파이어 블랙 모델은 크롬 오렌지 프론트 스플리터와 리어 윙 엔드플레이트를 받았다. 스포츠 240은 2007년 호주 국제 모터쇼에서 149,990달러의 가격으로 판매되었다.

### 엑시지 S 240 (2008년~2011년)
2008년, 엑시지 S는 엑시지 S 240으로 교체되었다. 출력은 이전 모델보다 9% 증가하여 240 hp (179 kW; 243 PS)가 되었다. S 240은 또한 엑시지 컵 240에서 가져온 업그레이드된 AP 레이싱 브레이크와 엑시지 컵 255에서 사용된 더 큰 루프 스쿱을 받았다. 0–97 km/h(0–60 mph) 가속 시간은 4.0초로 단축되었다. S 240의 기본 제조업체 권장소비자가격은 65,690달러였다.

### 엑시지 S 260 (2009년~2011년)
엑시지 S 260은 S 240보다 7% 더 높은 출력을 내어 260 PS (256 hp; 191 kW)를 달성했다. 연료 탱크를 가득 채운 상태에서도 탄소 섬유와 같은 경량 소재를 광범위하게 사용하여 차량의 총중량을 S 240의 942 kg (2,077 lb)에서 916 kg (2,020 lb)로 줄였다. 이 차량은 4.0초 만에 0–97 km/h (0–60 mph)까지 가속할 수 있다. 2009년 이후, S 240과 S 260 모두 모터 베이 커버 대신 리어 클램에 장착되는 독특하고 새로운 대형 리어 스포일러를 받았다.

### 엑시지 265E

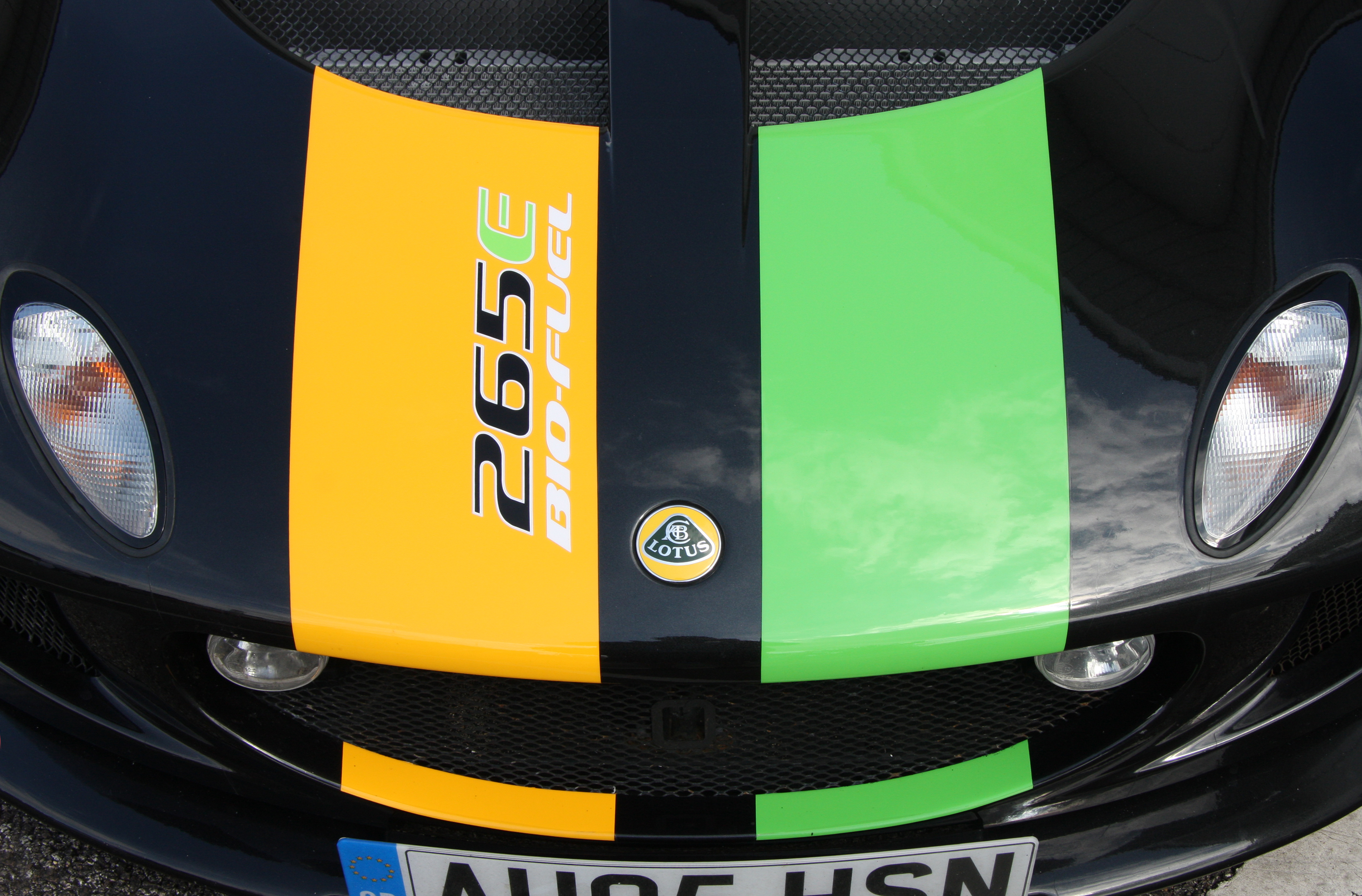
엑시지 265E

엑시지 265E는 E85 연료, 즉 85% 에탄올로 구동되도록 최적화된 공장 제작 버전의 엑시지 S이다. 이 바이오 연료의 더 높은 옥테인은 더 높은 압축비 및 더 많은 슈퍼차저 부스트를 가능하게 한다. ECU가 재매핑되고 새로운 연료 유형에 대처하기 위해 인젝터 및 연료 펌프가 업그레이드된 이 모델에서는 브레이크도 업그레이드되어 전면에 직경이 증가된 310 mm (12.2 in) 스포츠 브레이크 패드와 결합된 드릴 및 통풍 디스크가 장착된 4피스톤 AP 레이싱 캘리퍼가 사용되었다. 후면에는 282 mm (11.1 in) 직경 디스크가 장착된 브렘보 싱글 피스톤 슬라이딩 리어 캘리퍼가 장착되었다. 로터스는 265E (265는 대략적인 마력을 나타내고 E는 "환경 친화적인 바이오 에탄올 E85 연료"를 나타낸다)를 한정 생산 표준 양산차로 만들 의도가 없으며, 단지 바이오 연료 시연차라고 밝혔다. 로터스에 따르면, 엑시지 265E 모델은 다음 사양을 갖추고 있다:
엔진
토요타 공급 2ZZ-GE 1,796 cc 직렬 4기통, DOHC (가변 밸브 타이밍 및 리프트 지능), 슈퍼차저 및 인터쿨러
보어/스트로크 82 mm/85 mm
264 hp (197 kW) (8,000 rpm)
184 lb·ft (249 N·m) (5,500 rpm)
압축비: 11.5:1
변속기
C64 6단, 클로즈 레이시오, 싱글 플레이트 건식 클러치
엑시지 265E 성능
0-60 (0-97 km/h): 3.88초
0-100 mph (0-161 km/h): 9.2초
최고 속도: 158 mph (254 km/h)
연비: ~25 마일 매 영국 갤런 (11 L/100 km; 21 mpg-US) 시내 / 65 마일 매 영국 갤런 (4.3 L/100 km; 54 mpg-US) 고속도로

### 엑시지 GT3 프로토타입 (2007년)

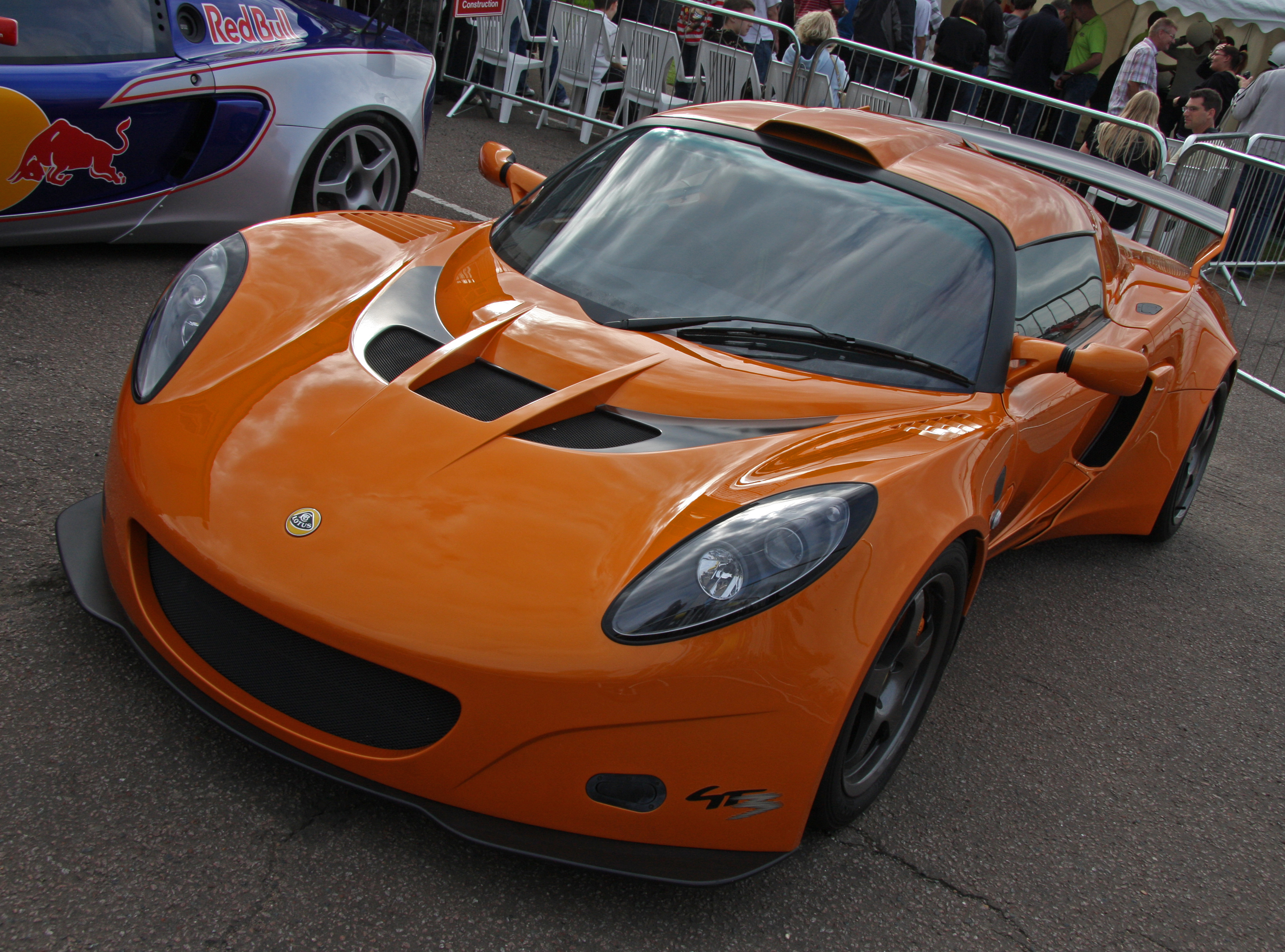
엑시지 GT3 로드 카

로터스에 따르면, 엑시지 GT3 모델은 다음 사양을 갖추고 있다:
엔진
토요타 공급 2ZZ-GE, 1,796 cc (1.8 L; 109.6 cu in) 직렬 4기통, DOHC (VVTL-i 및 로터스 T4e 엔진 관리 시스템), 이튼 M62 루츠형 슈퍼차저 및 인터쿨러
보어/스트로크 82 mm × 85 mm (3.23 in × 3.35 in)
275 PS (202 kW; 271 hp) (8,000 rpm)
250 N·m (184 lb·ft) (7,000 rpm)
압축비: 11.5:1
변속기
C64 6단, 클로즈 레이시오, 강화 클러치 및 커버, 오픈 디퍼렌셜
기어비 I/II/III: 3.166:1 / 2.050:1 / 1.481:1
IV/V/VI: 1.166:1 / 0.916:1 / 0.815:1
R/최종 구동비: 3.250:1 / 4.529:1
성능
0-97 km/h (60 mph): 3.9초
0-100 km/h (62 mph): 4.0초
0-161 km/h (100 mph): 9.8초
최고 속도: 160 mph (257 km/h) - 전자적으로 제한됨
출력 대 중량비: 톤당 362.3 hp (270 kW; 367 PS)

### 안젤로 라자리스의 엑시지 GT3 (2008년~2011년)
안젤로 라자리스는 2008년 GT 챔피언십을 위한 엑시지 GT3 버전으로, FIA GT3 카테고리에 출전한 유럽 레이싱 카를 기반으로 한다. 엑시지 S 로드카를 기반으로 한 1.8리터 엔진을 탑재하여 7,000rpm에서 355 PS (261 kW; 350 hp), 6,000rpm에서 305 N·m (225 lb·ft)의 출력을 낸다. 넓어진 트랙을 수용하기 위해 전면부 면적을 늘리고, 전면 라디에이터 입출구 면적을 수정하여 둘 다 단면적을 줄였다. 노즈는 약 3cm(1인치) 앞으로 확장되었고, 차체는 8cm 뒤로 확장되었으며, 10 cm (3.9 인치) 넓어졌고, 후방 데크에서는 거의 3cm 낮아졌다. 차체 부품은 오븐 대신 상온 경화되는 혁신적인 금형 제작 공정을 사용하여 경량 ZPREG 탄소 섬유로 생산되었다. 엔진 인터쿨러에 냉각 공기를 공급하던 루프 스쿱이 제거되었고, 수랭식 인터쿨러로 변경되었다.
이 차량은 2008년 GT 챔피언십 3라운드에서 공개되었다.

### 유니언 잭 로터스 엑시지 S (2008년)
유니언 잭은 로터스 디자인이 개발한, 영국 국기 모양의 차체를 가진 로터스 엑시지 S의 한 버전이다.
이 차량은 디스커버리 채널의 우리가 몰랐던 놀라운 이야기 시리즈에 소개되었다.

### 엑시지 스쿠라/스텔스 (2009년)

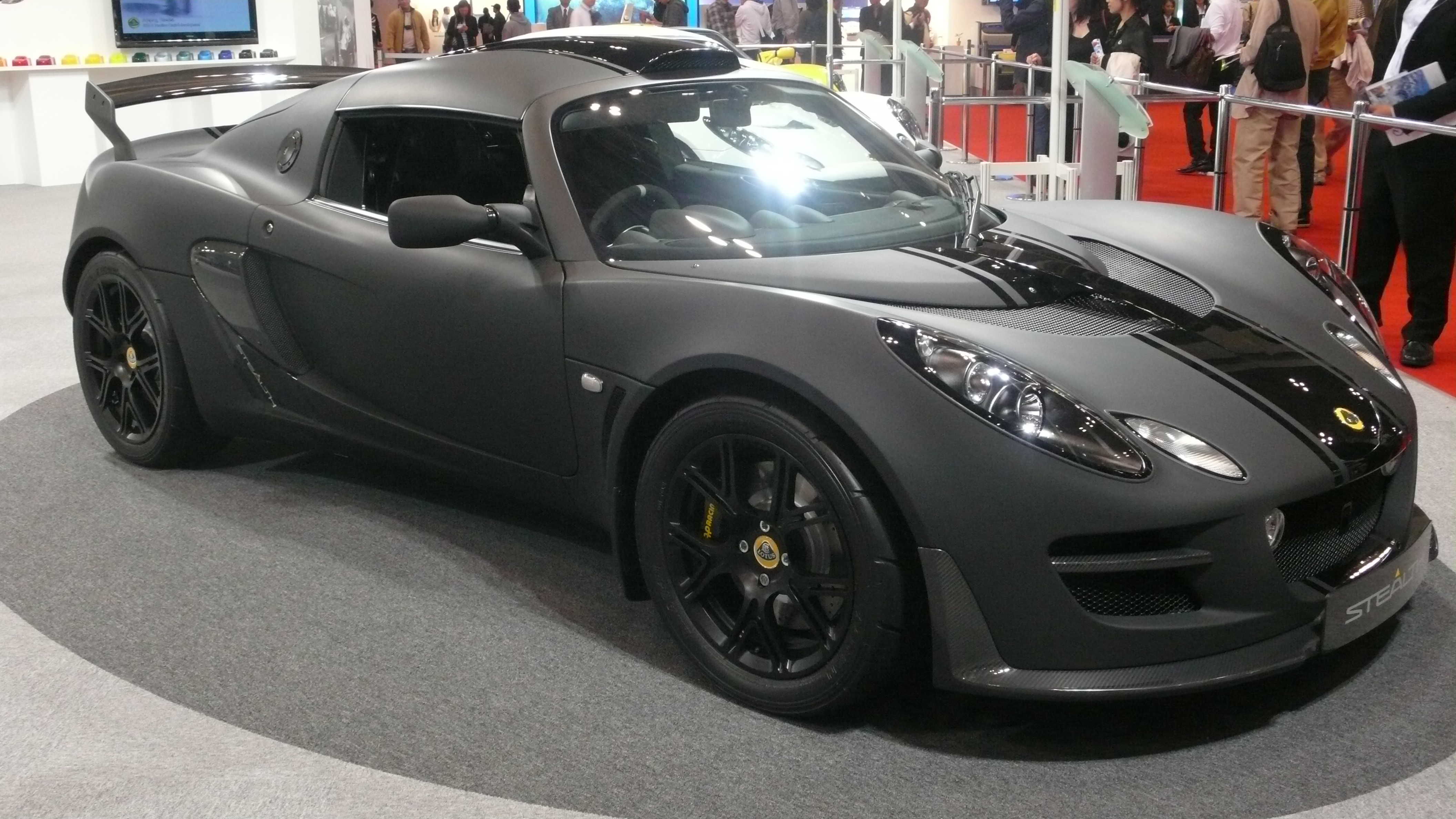
2009년 도쿄 모터쇼의 로터스 엑시지 스텔스

스텔스는 엑시지 컵 260의 1,796 cc (1.8 L; 109.6 cu in) 슈퍼차저 및 인터쿨러 직렬 4기통 엔진을 장착한 로터스 엑시지 S의 한정 생산 버전으로, 8,000 rpm에서 260 PS (191 kW; 256 bhp), 6,000 rpm에서 236 N·m (174 lb·ft)의 토크를 낸다. 무광 검정색 차체, 차체 전체를 가로지르는 팬텀 블랙 트리플 스트라이프, 탄소 섬유 프론트 스플리터, 오일 쿨러 흡입구 베인, 측면 에어 스쿱 및 리어 스포일러, 탄소 섬유로 제작된 시트 및 센터 콘솔, 무연탄색으로 아노다이징된 핸드브레이크 및 기어 노브, 고광택 투명 래커 마감의 탄소 섬유 부품, 로터스 런치 컨트롤, 로터스 트랙션 컨트롤, 가변 슬립 트랙션 컨트롤, 올린즈 2방향 조절식 댐퍼, 가변 높이 스프링 플랫폼이 있는 아이바흐 스프링, 요코하마 048 LTS 타이어가 장착된 무광 검정색 경량 단조 휠, 차고를 130 mm (5.12 in)에서 120 mm (4.72 in)으로 줄이는 차고 조절 기능, 경량 플라이휠, 스포츠형 클러치 플레이트, 고성능 클러치 커버, C64 6단 기어박스(알루미늄 케이싱 포함) 및 어큐슘프(엔진 오일 축적 장치)가 포함된다.
'로터스 엑시지 스쿠라'의 주문은 2009년 10월 21일부터 유럽, 대한민국, 오스트레일리아, 남아프리카, 태국, 타이완, 홍콩, 싱가포르, 뉴질랜드, 인도네시아 및 말레이시아에서 시작되었다. 이 차량은 일본에서 '로터스 엑시지 스텔스'라는 이름으로 판매되었다.
엑시지 스텔스는 2009년 도쿄 국제 모터쇼에서 공개되었다.

### 로터스 엑시지 S RGB 스페셜 에디션 (2010년)
RGB 스페셜 에디션은 로터스 차량 공학 이사였던 로저 베커를 기념하는 로터스 엑시지 S의 한 버전이다. 토요타의 슈퍼차저 1.8리터 2ZZ VVTL-i 엔진(260 PS (191 kW; 256 hp) 출력), 로터스 초경량 단조 합금 휠, 퍼포먼스 팩, 스포츠 팩, 투어링 팩, 네 가지 차체 색상 선택(아스펜 화이트, 스타라이트 블랙, 솔라 옐로우, 카본 그레이), 차량 후면에 로저 베커의 서명, 로저 베커 번호판, 모노크롬 로터스 배지, 구조용 시어 패널(후방 서브프레임의 측면 강성을 30% 증가시킴), 그리고 공기조화가 포함된다.
이 차량은 2010년 9월에 판매되었으며, 법규 변경 및 1.8리터 2ZZ VVTL-i 엔진이 장착된 차량에는 적용되지 않는 "유로 5" 형식 승인 도입으로 인해 2010년 말 유럽에서 판매가 종료되었다.
RGB 스페셜 에디션은 2010년 LA 오토쇼에서 공개되었다.

### 엑시지 매트 블랙 파이널 에디션 (2011년)
파이널 에디션은 엑시지 생산 종료를 기념하여 북미 시장을 위해 한정판으로 출시된 로터스 엑시지의 한정판 버전이다. 261 PS (192 kW; 257 hp)의 엔진 출력, 무광 검정색 차체, 검정색 알칸타라 스포츠 시트, 각 차량에 고유 번호판이 포함된다. 단 25대만 제작되었다.
파이널 에디션은 2011년 페블 비치 위크에서 공개되었다.

### 생산
엑시지의 북미 버전 생산은 "스마트" 에어백 면제 기간이 만료되고 토요타가 2ZZ-GE 4기통 엔진 생산을 중단함에 따라 2011년 8월에 종료되었다.

### 엑시지 S 260 파이널 에디션 (2011년)

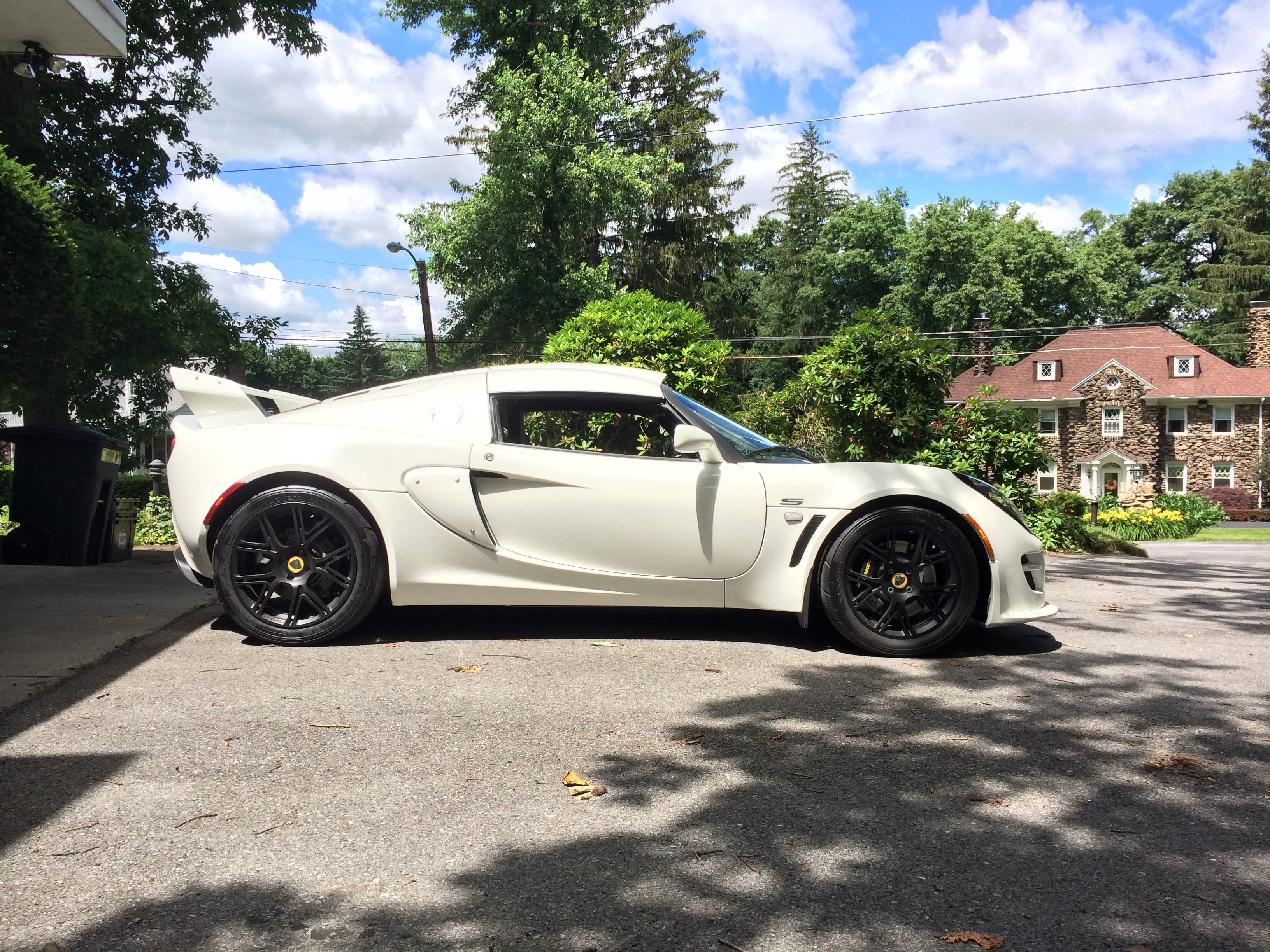
로터스 엑시지 S 260 파이널 에디션 #9 of 30 아스펜 화이트

로터스 엑시지 생산 시대의 끝을 기념하기 위해, 로터스는 북미 전용으로 엑시지 S 260 파이널 에디션을 만들었다. 257마력으로 업그레이드된 출력과 높은 수준의 표준 장비를 갖춘 엑시지 S 260 파이널 에디션은 로터스 전체 색상 범위에서 다양한 색상 선택이 가능했다. 이 엑시지는 북미 시장을 위해 총 30대만 제작되었다.

#### 사양
- 1.8리터 토요타 슈퍼차저 2ZZ VVTL-I 엔진, 257마력 출력.
- 로터스 전체 외부 색상 범위 사용 가능 (표준 및 메탈릭 페인트 추가 비용 없음, 라이프스타일 및 한정 페인트 추가 비용 발생).
- 3-요소 리어 윙, 스플리터, 사이드 스쿱 및 루프 스쿱.
- 차체 색상 리어 윙, 스플리터, 사이드 스쿱 및 루프 스쿱.
- 더블 시어 트랙 컨트롤 암 브레이스.
- 블랙 마감의 Y 타입 5-스포크 단조 합금 휠 (전면 6", 후면 7.5").
- 리미티드 슬립 디퍼렌셜 (LSD)

#### 업그레이드 옵션 포함
- 스포츠 팩: 프로박스 스포츠 시트, 로터스 트랙션 컨트롤 시스템 (TCS), BS4 T45 스틸 롤오버 후프 및 스트럿, 조절식 프론트 안티롤 바.
- 투어링 팩: 패딩 처리된 가죽 도어 패널, 천공 가죽 도어 인서트, 가죽 트림 센터 콘솔, 블랙 천공 가죽 핸드브레이크 레버 게이터, 엑시지 로고가 수놓인 블랙 카펫 매트, 소음 절연재, 아이팟 스테레오 연결 및 트링켓 트레이 디바이더 및 컵 홀더.
- 트랙 팩: 트랙 서스펜션 (올린즈 댐퍼 및 조절식 차고)

## 3세대

### 엑시지 S V6 (2012년~2015년), 엑시지 S V6 로드스터 (2013년~2016년)

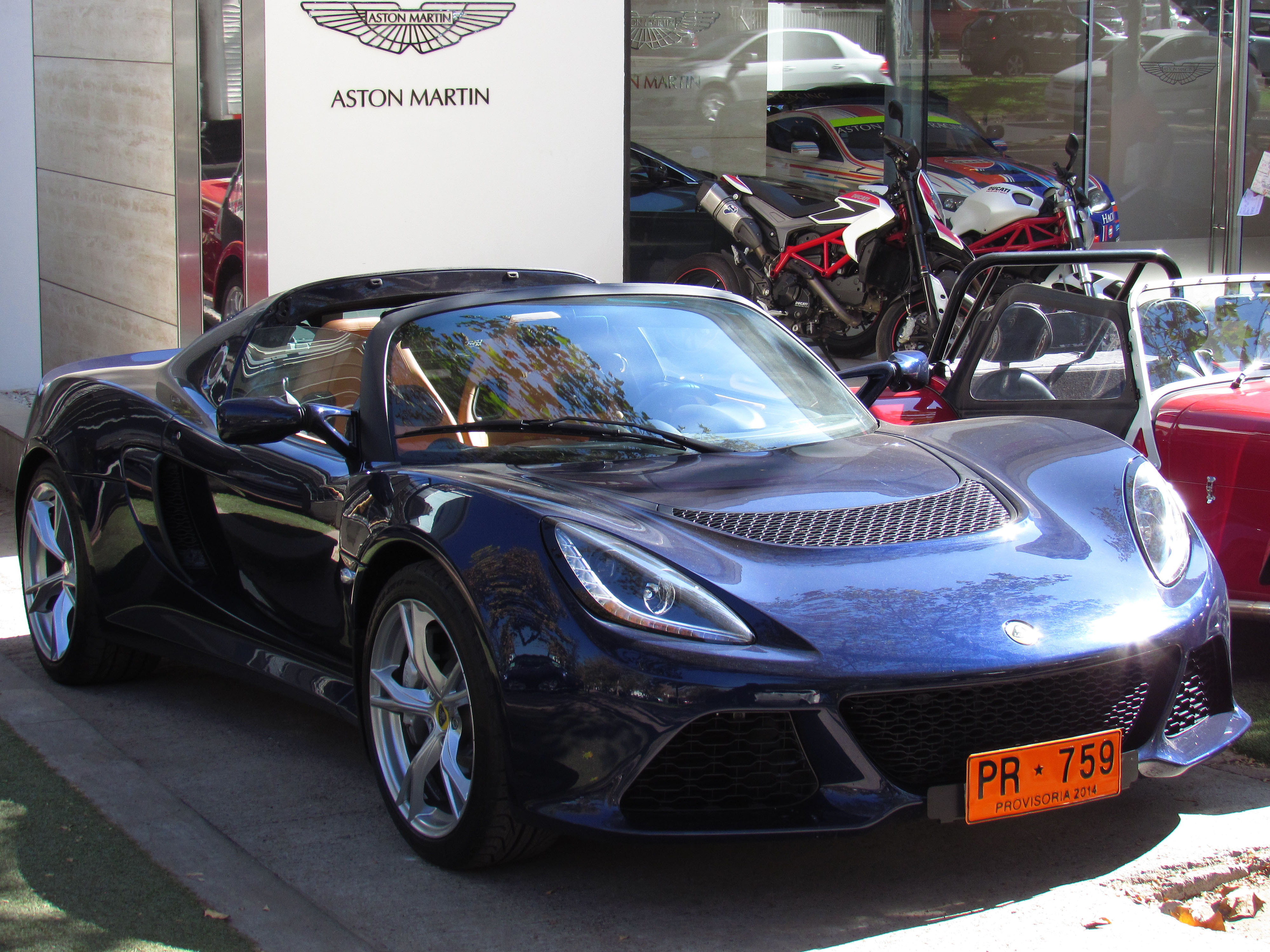
로터스 엑시지 V6 로드스터

2011년 프랑크푸르트 모터쇼에서 2012년형 엑시지 S가 발표되었다. 이 모델은 345 hp (257 kW; 350 PS)의 출력을 내는 슈퍼차저 3.5리터 V6 엔진(에보라 S에서 가져옴)을 특징으로 한다. 2013년에는 탈착식 루프 디자인에 약간의 변화만 준 로드스터 버전이 출시되었다. 엔진과 성능은 쿠페와 거의 동일했다.

#### 사양
- 파워트레인: 3,456 cc (3.5 L; 210.9 cu in) 토요타 2GR-FE 슈퍼차저 비인터쿨러 V6 엔진
- 최대 출력: 7,000 rpm에서 345 hp (350 PS; 257 kW)
- 최대 토크: 4,500 rpm에서 400 N·m (295 lb·ft).
- 변속기: 6단 토요타 EA60 수동변속기; 자동변속기는 옵션으로 제공.
- 중량: 1,176 kg (2,593 lb).
- 가속: 3.8초 만에 0–60 mph (97 km/h); 자동변속기 버전은 3.9초.[30]
- 최고 속도: 172 mph (277 km/h)[31]
- 타이어: 피렐리 P 제로 코르사 타이어 기본 장착, 옵션으로 800파운드 피렐리 트로페오 R 타이어.

V6 엔진을 수용하기 위해, 새로운 모델은 직렬 4기통 엔진을 장착한 모델보다 길이가 약 25 cm (9.8 인치) 길고 너비는 5 cm (2.0 in) 넓다(외부 차체 기준). 길이는 4,052 mm (159.5 인치), 너비는 1,802 mm (70.9 in)(미러 제외), 높이는 1,130 mm (44.5 in)이다. 항력 계수는 0.433이다.

### 엑시지 V6 컵, 엑시지 V6 컵 R (2013년~2016년)

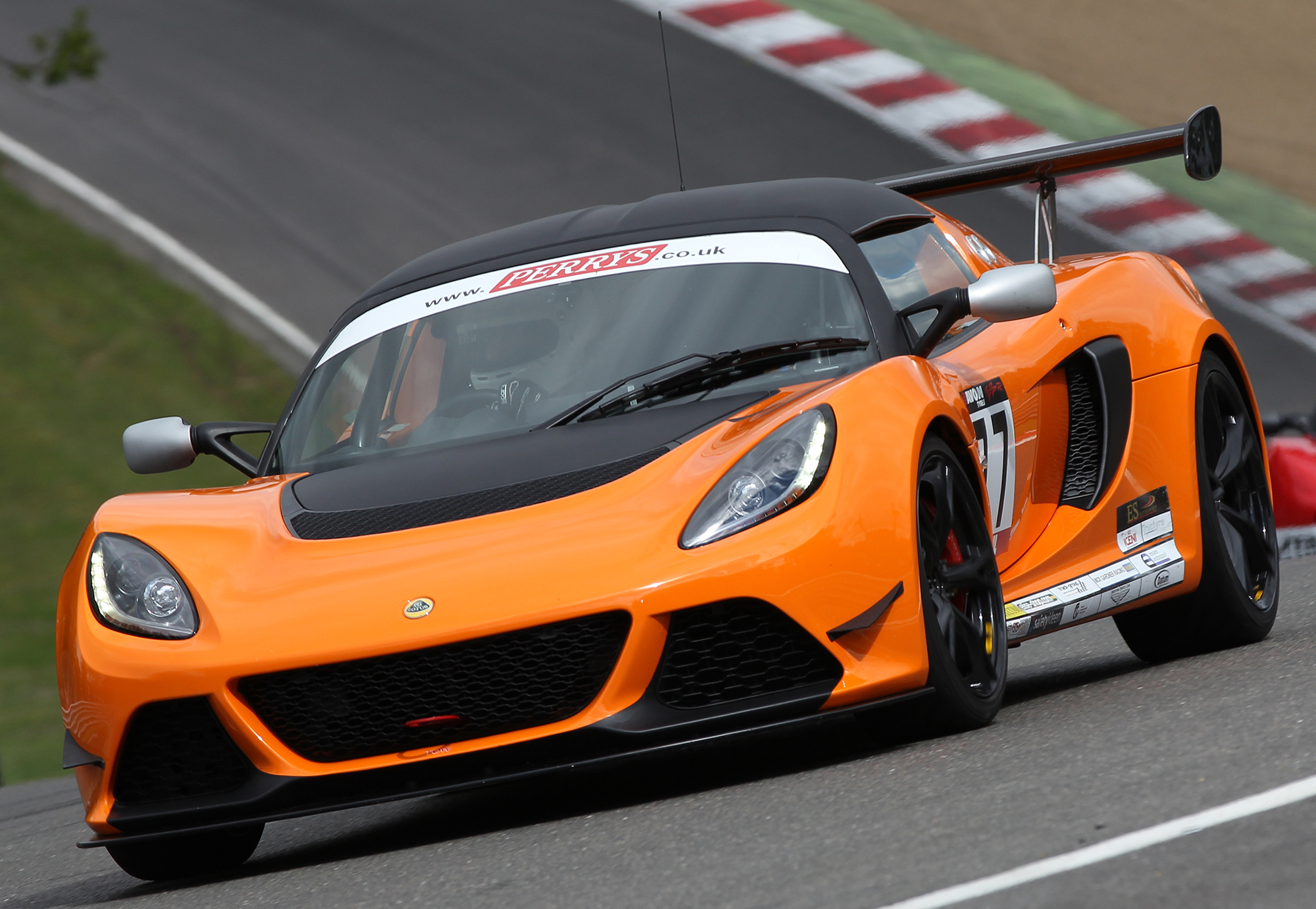
로터스 엑시지 V6 컵-R

엑시지 V6 컵은 엑시지 S의 트랙 중심 버전이며, 엑시지 컵 R은 엑시지 V6 컵의 트랙 전용 버전이다. 엑시지 V6 컵은 미국에서 트랙 전용 차량으로 판매된다. 구매 시, 미국 로터스 딜러는 명의이전 서류 대신 판매 명세서만 제공한다.
이 차량들은 2013년 오토스포츠 인터내셔널 모터쇼에서 공개되었다.

#### 사양
엑시지 V6 컵
로터스에 따르면 엑시지 컵의 사양은 다음과 같다.
- 엔진: 3.5리터 토요타 DOHC V6 VVT-i, 24밸브, 해롭 HTV 1320 슈퍼차저 장착, 7,000rpm에서 345 hp (350 PS), 400 N·m (295 lb·ft) 토크.
- 변속기: 6단 토요타 EA60 클로즈 레이시오 수동 변속기, 패들 시프트가 있는 시퀀셜 기어박스 (옵션).
- 레이아웃: 미드 마운트, 가로 배치, 후륜 구동.
- 중량: 1,110 kg (2,447 lb).
- 가속: 3.8초 만에 0-60 mph (97 km/h).
- 최고 속도: 170 mph (274 km/h).
- 서스펜션: 더블 위시본 식 서스펜션 (전면 및 후면) 및 안티롤 바.
- 브레이크: AP 레이싱 4피스톤 캘리퍼 (전면 및 후면) 및 통풍 크로스 드릴 2피스 디스크.
- 타이어: 피렐리 P 제로 코르사 타이어 기본 장착.

엑시지 V6 컵 R
로터스에 따르면 로터스 엑시지 V6 컵 R의 사양은 다음과 같다.
- 엔진: 3.5리터 토요타 DOHC V6 VVT-i, 24밸브, 해롭 HTV 1320 슈퍼차저 장착, 7,200rpm에서 366 PS (361 hp; 269 kW), 413 N·m (305 lb·ft) 토크.
- 변속기: 6단 토요타 EA60 클로즈 레이시오 수동 변속기, 패들 시프트가 있는 시퀀셜 기어박스 (옵션).
- 레이아웃: 미드 마운트, 가로 배치, 후륜 구동.
- 중량: 1,040 kg (2,293 lb) (건조 중량).
- 가속: 3.8초 만에 0-60 mph (97 km/h).
- 최고 속도: 170 mph (274 km/h).
- 서스펜션: 더블 위시본 서스펜션 (전면 및 후면) 및 안티롤 바.
- 브레이크: AP 레이싱 4피스톤 캘리퍼 (전면 및 후면) 및 통풍 크로스 드릴 2피스 디스크.
- 타이어: 피렐리 P 제로 코르사 타이어 기본 장착.

### 로터스 엑시지 S LF1 리미티드 에디션 (2014년~2015년)
엑시지 LF1은 2014년 캐너리 워프 모터 엑스포에서 출시되었다. 이 모델은 회사의 포뮬러 원 유산을 기념한다. 총 81대가 제작되었으며, 각 차량은 로터스의 40년 간의 F1 역사에서 획득한 포뮬러 원 우승에 해당한다.
공식 보도 자료에서 로터스는 "로터스 엑시지 LF1은 1970년대와 1980년대의 상징적인 검은색과 금색 리버리를 재현합니다."라고 발표했다.
모터스포츠 블랙 마감에 빨간색과 금색의 세 줄 스트라이프, 리어 윙, 프론트 스플리터, 미러 필러에 빨간색 디테일이 도색되었다. 흑단 가죽 스포츠 시트에는 검은색 기술 직물 인서트와 금색 대비 스티칭 및 파이핑이 적용되었다. 헤드레스트에는 금색으로 로터스 로고가 수놓아져 있고, 시트 등받이에는 로터스 F1 팀 로고가 새겨져 있다. 독점적인 탄소 섬유 '로터스 퍼포먼스' 엔진 플레이트가 장착되었다. 검은색과 금색 로터스 노즈 배지와 휠 센터도 특징이다.
모든 차량에는 개별 번호가 매겨진 탄소 섬유 제작 플레이트가 부착되어 있으며, 이는 차량이 나타내는 승리 번호의 세부 정보를 보여준다. 로터스의 첫 번째 포뮬러 원 승리를 기념하는 1960년 모나코의 1호차부터 2013년 키미 래이쾨넨의 호주 우승을 기념하는 81호차까지.
'레이스 팩'은 4가지 모드 로터스 다이내믹 퍼포먼스 관리 시스템 (DPM), 런치 컨트롤, 배기 바이패스 밸브 오버라이드 스위치 및 최적화된 서스펜션이 기본으로 제공된다. '프리미엄 팩' 또한 LF1에 기본으로 장착되어 공기조화와 같은 기능을 추가한다. '편의 팩'은 트링켓 트레이 디바이더, USB 연결 및 컵 홀더가 옵션으로 제공된다. 기타 옵션으로는 열선 시트 및 후방 주차 센서가 있다.
로터스 CEO 장 마크 갈스는 "로터스의 DNA는 포뮬러 원 [sic] 무대에서 태어났으며, 65년의 모터스포츠 경력 중 40년이 F1 [sic]에 있었다는 점에서 우리의 스포츠적 기원과 새로운 엑시지 LF1과 함께 레이스 성공을 기념하는 것은 적절하다. 로터스의 81번의 그랑프리 우승을 각각 기념하는 81대의 한정판 차량은 진정한 로터스 레이싱 팬들을 위한 것이다."라고 말했다.

### 로터스 엑시지 360 컵 (2015년~현재)
2015년 8월 14일, 50대 한정 생산 로터스 엑시지 360 컵이 공개되었다. 이 차량은 3.5리터 슈퍼차저 토요타 V6 엔진을 탑재하여 355 hp (360 PS; 265 kW)의 출력을 낸다. 외관적으로, 이 엑시지는 새로운 경량 전면 액세스 패널과 루버형 후면 테일게이트를 장착했다. 나머지 차체는 V6 컵의 에어로 패키지를 사용하여 100 mph에서 93파운드의 다운포스를 생성한다. 개선된 브레이크 디스크는 모터스포츠 레드 휠 뒤에 숨겨져 있으며, 각 차량에는 번호가 매겨진 제작 플레이트가 제공된다. 이 차량들은 로터스 컵 시리즈에서 경주할 수 있으며, 실제로 트랙을 달리고 싶어하는 사람들을 위해 조절식 안티롤 바, 올린즈 댐퍼, 소화기, 전기 차단 장치, FIA 탄소 시트, 공기조화 및 탈착식 스티어링 휠이 옵션으로 제공된다.

#### 사양
로터스에 따르면 엑시지 360 컵의 사양은 다음과 같다.
- 엔진: 3.5리터 토요타 DOHC V6 VVT-i, 24밸브, 해롭 HTV 1320 슈퍼차저 장착, 7,000rpm에서 350 PS (345 hp; 257 kW), 400 N·m (295 lb·ft) 토크.
- 변속기: 6단 토요타 EA60 클로즈 레이시오 수동 변속기, 패들 시프트가 있는 시퀀셜 기어박스 (옵션).
- 레이아웃: 미드 마운트, 가로 배치, 후륜 구동.
- 중량: 1,120 kg (2,469 lb) (건조 중량).
- 가속: 3.8초 만에 0-60 mph (97 km/h).
- 최고 속도: 170 mph (274 km/h).
- 서스펜션: 더블 위시본 서스펜션 (전면 및 후면) 및 안티롤 바.
- 브레이크: AP 레이싱 4피스톤 캘리퍼 (전면 및 후면) 및 통풍 크로스 드릴 2피스 디스크.
- 출력 대 중량비: 톤당 307 hp (311 PS/1000 kg).

### 로터스 엑시지 스포츠 350 (2015년~2019년), 스포츠 350 로드스터 (2016년~2019년)
2015년 12월 9일에 공개된 로터스 엑시지 스포츠 350은 엑시지 S의 후속 모델이자 로터스 미드 엔진 V6 쿠페의 궁극적인 모습이다. 엑시지 S보다 가볍고 빠르며, 로터스 CEO 장 마크 갈스(Jean-Marc Gales)가 영국 스포츠카 제조업체의 회복을 위한 다음 단계이다. 차량 하부의 토요타 3.5리터 슈퍼차저 V6는 변경되지 않았다. 여전히 7,000rpm에서 345 hp (350 PS; 257 kW), 4,500rpm에서 400 N·m (295 lb·ft)를 생산한다. 그러나 로터스는 엑시지 S를 통해 가능한 모든 곳에서 무게를 줄이고, 섀시를 조정하고, 전체 패키지를 일반적으로 손보았다. 초기 계획은 에보라의 400마력 엔진을 엑시지에 장착하는 것이었지만, 그렇게 하면 엔지니어들이 갈스가 설정한 1,200kg 목표 중량 미만으로 차량 중량을 줄일 수 없었을 것이다. 그리고 51kg을 줄여 공차 중량을 1,125kg으로 줄인 것이 핵심 초점이었다. 수동 변속기는 대대적으로 개선되어 더 정밀하고 빠른 변속이 가능해졌다. 변속 메커니즘은 경량 가공 및 주조 알루미늄 부품을 사용하여 기술적으로 미학적으로 매우 매력적이며, 더 이상 변속 터널 내부에 숨겨지지 않고 개방형 게이트 디자인을 통해 노출되어 추가적인 경량화를 이룬다.
로드스터 변형은 2016년 제네바 모터쇼에서 공개되었다. 쿠페와 마찬가지로, 이 차량은 탄소 섬유 테일게이트와 측면 흡기구를 특징으로 하며, 경량 배터리와 엔진 마운트도 있다.

### 로터스 엑시지 타입 25 리미티드 에디션 (2016년~2021년)
로터스 엑시지 타입 25는 25대 한정판으로, 그 중 10대는 우측 핸들 차량이었으며, 짐 클라크가 1963년에 운전했던 콜린 채프먼의 전설적인 1인승 로터스 25를 기리기 위해 제작되었다. 로터스 공장과 로드 레이싱 센터의 협력으로 탄생한 이 독점 버전은 최고의 로터스 EU 고객들을 위해 유럽에서만 유통되었다. 종종 "엑시지의 GT3 투어링"이라고 불리며, 컵 및 380 카본 에디션 버전의 모든 차체 요소를 갖추면서도 더 절제된 외관을 위해 원래의 리어 윙을 유지한다. 2세대 엑시지 V6를 기반으로 하며, 유명한 오픈 게이트 기어박스를 장착한 최초의 모델 중 하나였다. 타입 25는 엑시지 430 컵이며, 생산된 모든 엑시지 중 가장 극단적인 모델이다.
로터스 엑시지 타입 25는 조수석 앞에 위치한 번호판으로 쉽게 알아볼 수 있다. 또한 컵 버전의 공기역학적 탄소 요소를 통합하고 있는데, 특히 사이드 스커트, 프론트 스포일러, 미러 및 리어 범퍼가 그렇다. 모든 차량은 거의 모든 공장 옵션을 갖추고 있지만, 진정으로 이들을 차별화하는 것은 각 모델에 대한 독특한 특별 리버리이다. 다른 많은 로터스 엑시지 V6와 달리, 루프를 포함한 모든 차체 요소가 도색되어 있다. 각 모델을 구별하기 위해 로터스 익스클루시브 데칼 키트가 추가되었다. 타입 25는 나중에 430 버전을 기반으로 한 엑시지 타입 49 및 타입 79 제작에 영감을 주었다.

### 로터스 엑시지 스포츠 380 (2016년~2021년)
로터스 엑시지 스포츠 380은 로터스 엑시지 라인업의 트랙 중심의 더 강력한 버전이다. 2016년 11월 23일에 공개되었다. 로터스 CEO인 장 마크 갈스(Jean-Marc Gales)는 이를 "엑시지 스포츠 380은 너무 좋아서 더 이상 동급 최고가 아니라 이제는 자신만의 클래스에 속한다"고 묘사했으며, 트랙과 거리에서 강력하고 비싼 슈퍼카들과 경쟁함으로써 이 진술을 이행한다. 3.5리터, 슈퍼차저 V6 엔진은 이제 업그레이드되어 수정된 슈퍼차저와 ECU 덕분에 6500rpm의 레드 라인에서 375 hp (380 PS; 280 kW)의 출력과 410 N·m (302 lb·ft)의 토크를 낸다. 0에서 60 mph (97 km/h)까지 3.5초 만에 가속할 수 있으며, 최고 속도는 178 mph (286 km/h)이다. 실내도 불필요한 장비를 제거하여 경량화되었으며, 필요한 운전자 보조 장치가 특징이다. 엑시지 스포츠 380은 외관과 실내에 광범위하게 사용된 탄소 섬유, 전통적인 유리창 대신 폴리카보네이트 창문, 그리고 4개의 후미등 대신 2개의 후미등을 특징으로 하는 새로 설계된 후방 트랜섬 패널 덕분에 1,076 kg (2,372 lb)의 무게를 가진다.

### 로터스 엑시지 컵 380 (2016년~현재)
로터스 엑시지 컵 380은 엑시지 스포츠 380의 더 하드코어한 변형이다. 차량의 성능은 스포츠 380과 동일하지만, 고속에서 더 많은 다운포스를 생성하기 위해 더 많은 에어로 부품과 더 큰 리어 윙을 특징으로 한다. 엑시지 컵 380은 최대 속도인 175 mph (282 km/h)에서 200 kg (441 lb)의 다운포스를 생성한다. 최고 속도는 과도한 다운포스와 더 많은 항력으로 인해 감소한다. 무게를 줄이기 위해 더 많은 장비를 제거한 실내와 기타 경량 탄소 섬유 부품을 특징으로 하며, 로터스는 최소 건조 중량이 단 1,057 kg (2,330 lb)라고 밝힌다.

### 로터스 엑시지 컵 430 (2017년~현재)

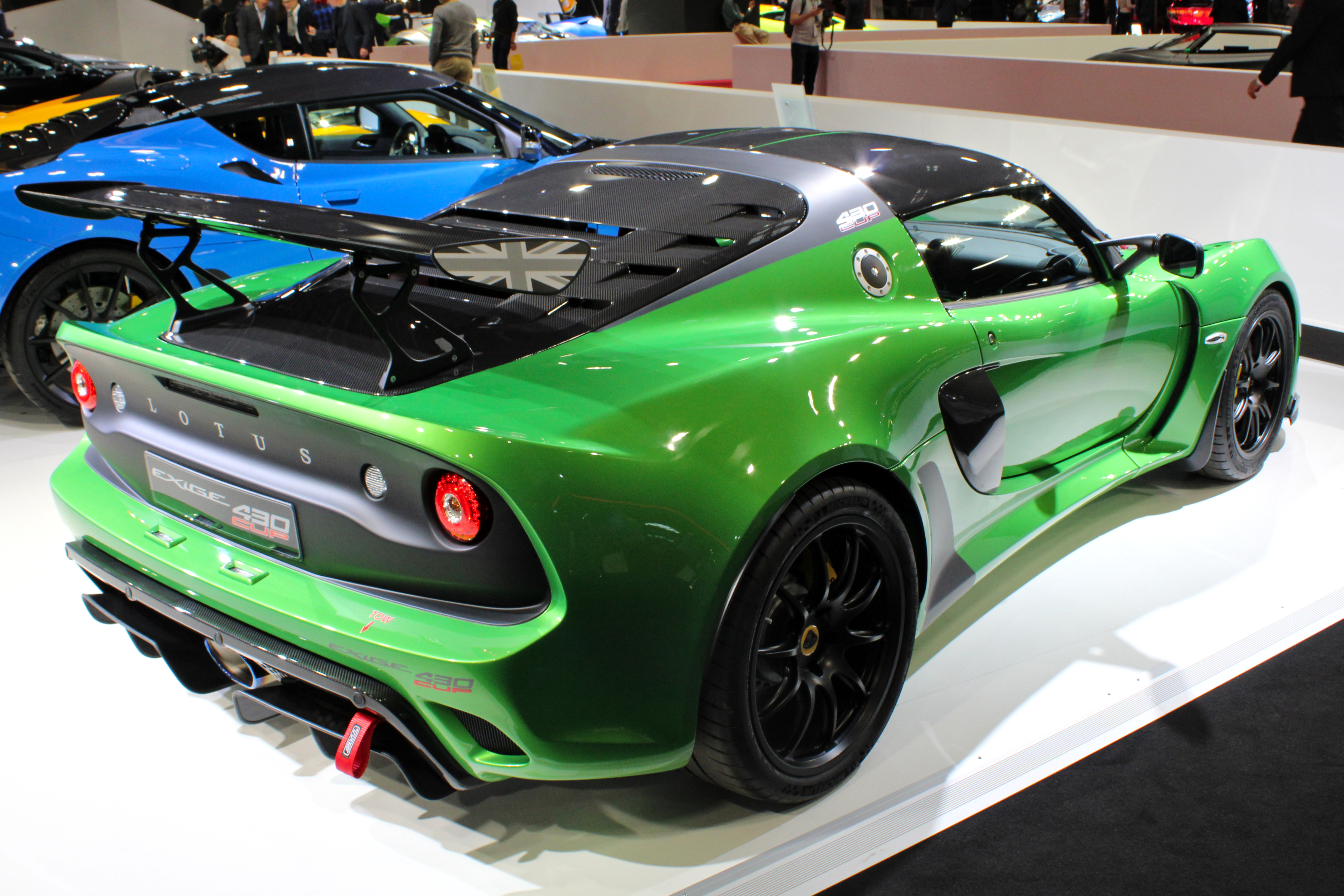
로터스 엑시지 컵 430

2017년 11월 9일, 로터스는 엑시지 중 가장 강력한 버전인 엑시지 컵 430을 공개했는데, 이 모델은 430 PS (424 hp; 316 kW)의 출력을 내며, 더 작은 엑시지에 맞게 개조된 에보라 GT430의 파워트레인을 사용한다. 차체는 220 kg (485 lb)의 다운포스를 생성할 수 있다. 컵 430은 차체 패널과 실내에 탄소 섬유를 사용하고 티타늄 배기 장치를 사용하여 스포츠 380보다 19 kg (42 lb) 더 가볍다. 변속기는 이전 모델보다 더 빠른 기어 변속을 가능하게 한다. 컵 430은 자동 변속기가 제공되지 않는다.

#### 사양
로터스에 따르면 엑시지 컵 430의 사양은 다음과 같다.
- 엔진: 3.5리터 토요타 DOHC V6 VVT-i, 24밸브, 에델브룩 슈퍼차저 및 차지 쿨러 장착, 7,000rpm에서 430 hp (436 PS; 321 kW), 4,000rpm에서 440 N·m (325 lb·ft) 토크.
- 변속기: 6단 토요타 EA60 클로즈 레이시오 수동 변속기, 기어박스 쿨러와 로터스 개발 알루미늄 정밀 변속 메커니즘 결합.
- 레이아웃: 미드 마운트, 가로 배치, 후륜 구동.
- 중량: 1,056 kg (2,328 lb) (옵션 에어백 제거 후 가능한 가장 낮은 건조 중량).
- 가속: 3.2초 만에 0-60 mph (97 km/h).
- 최고 속도: 180 mph (290 km/h).
- 서스펜션: 더블 위시본 서스펜션 (전면 및 후면) 및 안티롤 바.
- 브레이크: AP 레이싱 4피스톤 캘리퍼 (전면 및 후면) 및 통풍 크로스 드릴 2피스 디스크.
- 타이어: 미쉐린 파일럿 스포츠 컵 2 타이어 (전면 215/45 R17, 후면 285/30 R18).
- 출력 대 중량비: 톤당 407 hp (413 PS/1000 kg).

### 로터스 엑시지 스포츠 410 (2018년~2021년)
2018년 5월 4일, 로터스는 현재 엑시지 라인업을 보강하기 위해 엑시지 스포츠 410을 공개했다. 이 모델은 트랙 중심의 엑시지 컵 430과 도로 지향적인 엑시지 스포츠 350 사이의 간극을 메울 것이다. 이 모델은 전자와 많은 구동계를 공유하지만, 도로 및 트랙 주행 모두에 적합한 특성을 확립하기 위해 설정이 조정되었다. 미드 마운트된 엔진은 430 컵의 슈퍼차저 3.5리터 V6 엔진이다. 그러나 출력은 410 hp (416 PS; 306 kW), 토크는 420 N·m (310 lb·ft)으로 디튠되었다. 오일 부품 외에도 엑시지 스포츠 410은 새로운 전면부를 장착했는데, 이는 엑시지 전 라인업에 적용될 예정이다. 이 모델은 확장된 공기 흡입구와 새로운 에어 커튼을 특징으로 하며, 각각 냉각 효율을 개선하고 항력을 줄인다. 프론트 스플리터, 리어 윙 및 알루미늄 디퓨저를 포함한 추가적인 에어로 기반 추가 장치는 150kg의 다운포스를 생성한다. 로터스 본연의 형태에 충실하게, 엑시지 스포츠 410을 제작하는 데 탄소 섬유를 아낌없이 사용하여 1,054kg (건조 중량)으로 현재까지 가장 가벼운 V6 엑시지 모델이다. 중량을 유지하는 것은 430 컵과 동일한 서스펜션 설정으로, 양 끝에 3방향 조절식 니트론 댐퍼와 아이바흐 안티롤 바가 포함된다.

### 로터스 엑시지 스포츠 390, 스포츠 420, 컵 430 파이널 에디션 (2021년)

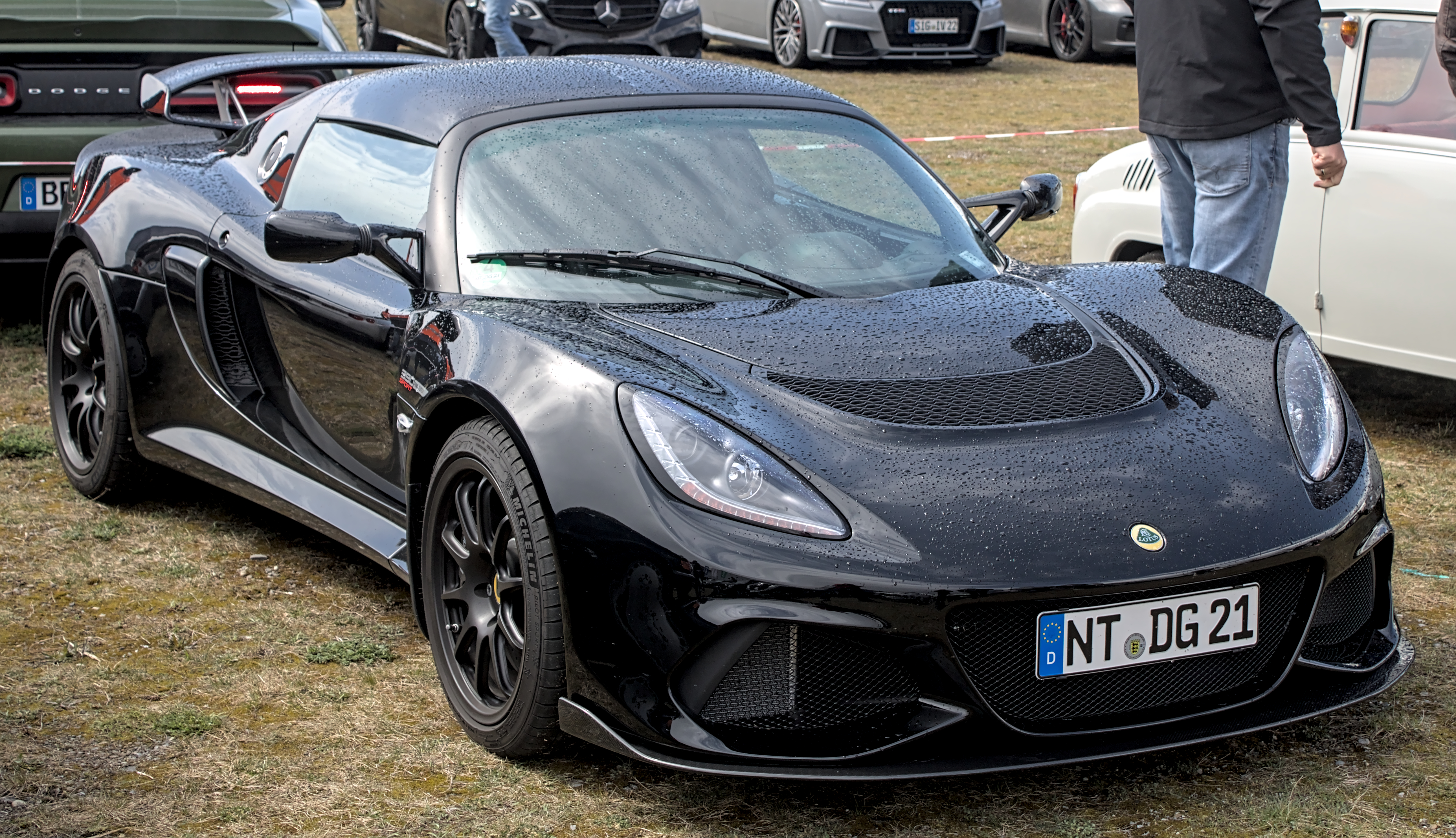
로터스 엑시지 스포츠 390 파이널 에디션

2021년 2월 9일, 로터스는 온라인 플랫폼에서 엑시지의 세 가지 최종 한정판 모델 라인업을 공개했다.
라인업의 시작은 엑시지 스포츠 390 파이널 에디션이다. 이 모델은 엑시지 라인업 전반에 걸쳐 공유되는 3.5리터 슈퍼차저 V6 가솔린 엔진을 탑재하고 있으며, 397 bhp (403 PS; 296 kW)의 출력과 420 N·m (310 lb·ft)의 토크를 내도록 튜닝되었다. 영국 브랜드는 최고 속도 276km/h에 도달하기까지 0–100km/h 가속 시간을 3.8초로 주장한다. '엔트리 레벨' 엑시지의 중량은 1138kg으로, 세 가지 모델 변형 중 가장 무겁다. 이 고급 공기역학 패키지(스플리터, 디퓨저, 스포일러로 구성)는 후방에 70kg, 전방에 45kg의 다운포스를 생성하여 최고 속도에서 총 115kg의 다운포스를 만들어낸다. 휠 아치에는 17인치 전면 휠 2개와 18인치 후면 10스포크 단조 합금 휠 2개가 장착되어 있으며, 전면 205/45, 후면 265/35 미쉐린 파일럿 스포츠 4 타이어가 장착되어 있다.
스포츠 390 위에 위치한 모델은 엑시지 스포츠 420 파이널 에디션이다. 이 모델은 라인업에서 직선 가속이 가장 빠른 차량으로, 3.5리터 슈퍼차저 V6 엔진에서 420 bhp (426 PS; 313 kW)와 427 N·m (315 lb·ft)를 생성하여 3.4초 만에 0–100km/h (62 mph) 가속을 달성하고, 최고 속도는 290 km/h (180 mph)에 달한다. 1,110 kg (2,447 lb)의 무게를 가지며, 제동력은 AP 레이싱 브레이크에서 나오는데, 단조 4피스톤 캘리퍼와 2피스 J-훅 브레이크 디스크가 네 바퀴 모두에 장착되어 있다. 조절식 아이바흐 안티롤 바와 3방향 조절식 니트론 댐퍼가 표준으로 장착되며, 17인치 전면 및 18인치 경량 단조 합금 휠에는 전면 215/45, 후면 285/30 미쉐린 파일럿 스포츠 컵 2 타이어가 장착되어 있다.
라인업의 최상위에는 엑시지 컵 430 파이널 에디션이 위치하며, 슈퍼차저 V6 엔진에서 430 bhp (436 PS; 321 kW)와 440 N·m (325 lb·ft)를 생성하여 3.3초 만에 0–100km/h (62 mph) 가속을 달성한다. 이 변형은 프론트 스플리터, 프론트 액세스 패널, 루프, 디퓨저 서라운드, 에어 흡입구 측면 포드, 일체형 테일게이트 및 리어 윙에 탄소 섬유 패널을 사용하여 최고 속도 280 km/h (174 mph)에서 171kg의 다운포스를 생성한다. 엑시지 스포츠 420의 서스펜션, 타이어 및 브레이크 패키지는 최상위 모델로 계승되지만, 컵 430은 다이아몬드 컷 17인치 전면 및 18인치 후면 합금 휠, 고유량 티타늄 스포츠 배기 장치 및 멀티 모드 트랙션 컨트롤 시스템을 추가로 갖춘다.
로터스 에미라는 2021년 7월 6일 출시되었고, 2022년 3월에 판매를 시작했다. 이 모델은 에보라, 엑시지, 엘리스를 대체했다.

## 레이싱

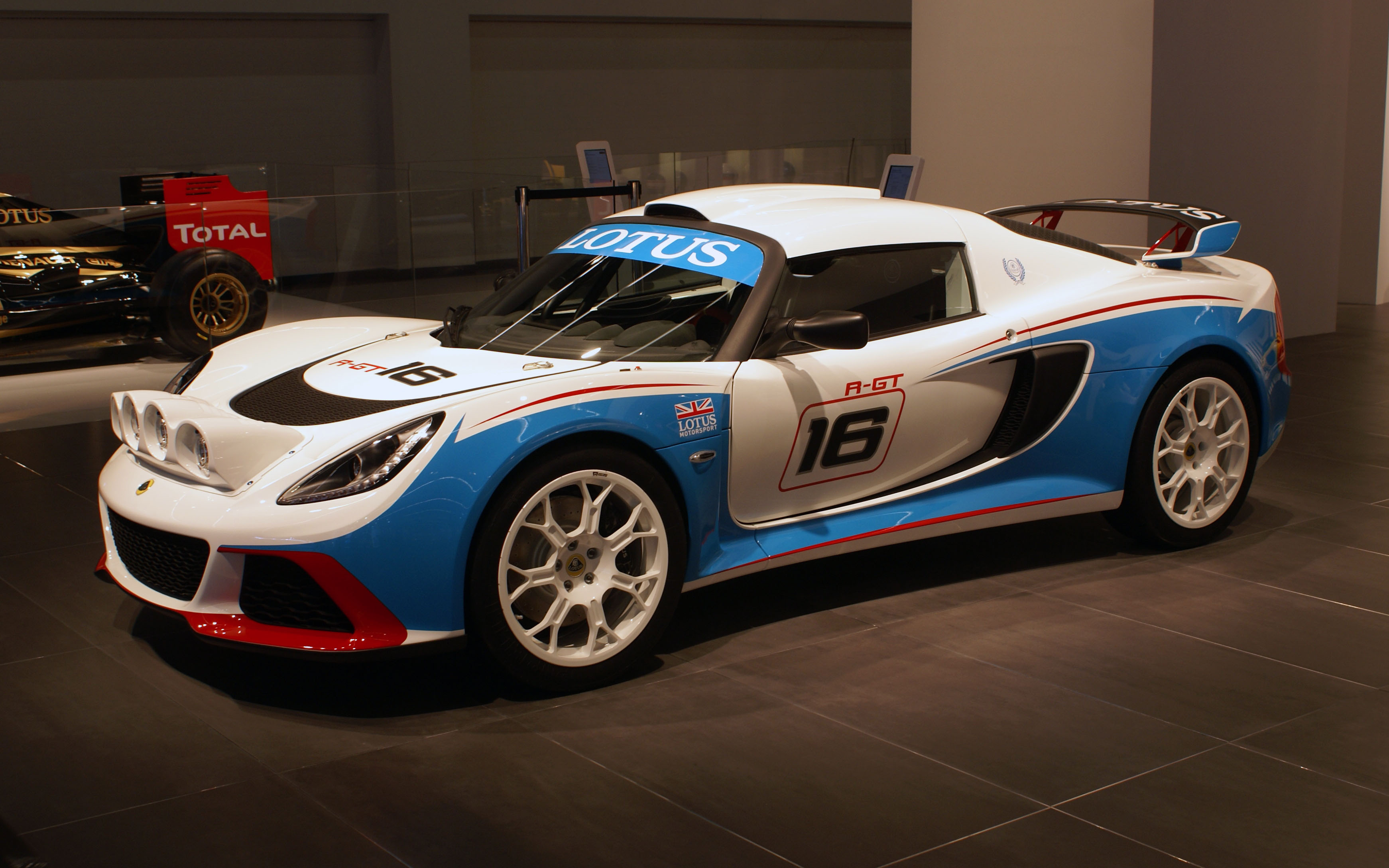
로터스 엑시지 R-GT

여러 엑시지가 현재 SCCA 프로 레이싱 월드 챌린지에서 사용되고 있다. 엑시지 GT3와 일부 CUP 엑시지는 슈퍼카 챌린지에서 레이스를 한다. 엑시지는 2005년 SUPER GT 시즌의 GT300 클래스에 참가한 적이 있다.
오스트레일리아의 심플리 스포츠카는 2014년과 2015년 배서스트 12시간 레이스에서 엑시지 컵 R을 사용하여 내구 레이스에 참가했으며, 두 번 모두 클래스 우승을 차지했다.

## 같이 보기
- 헤네시 베놈 GT: 개조된 로터스 엑시지 섀시를 기반으로 제작된 미국의 슈퍼카